# Collier étrangleur

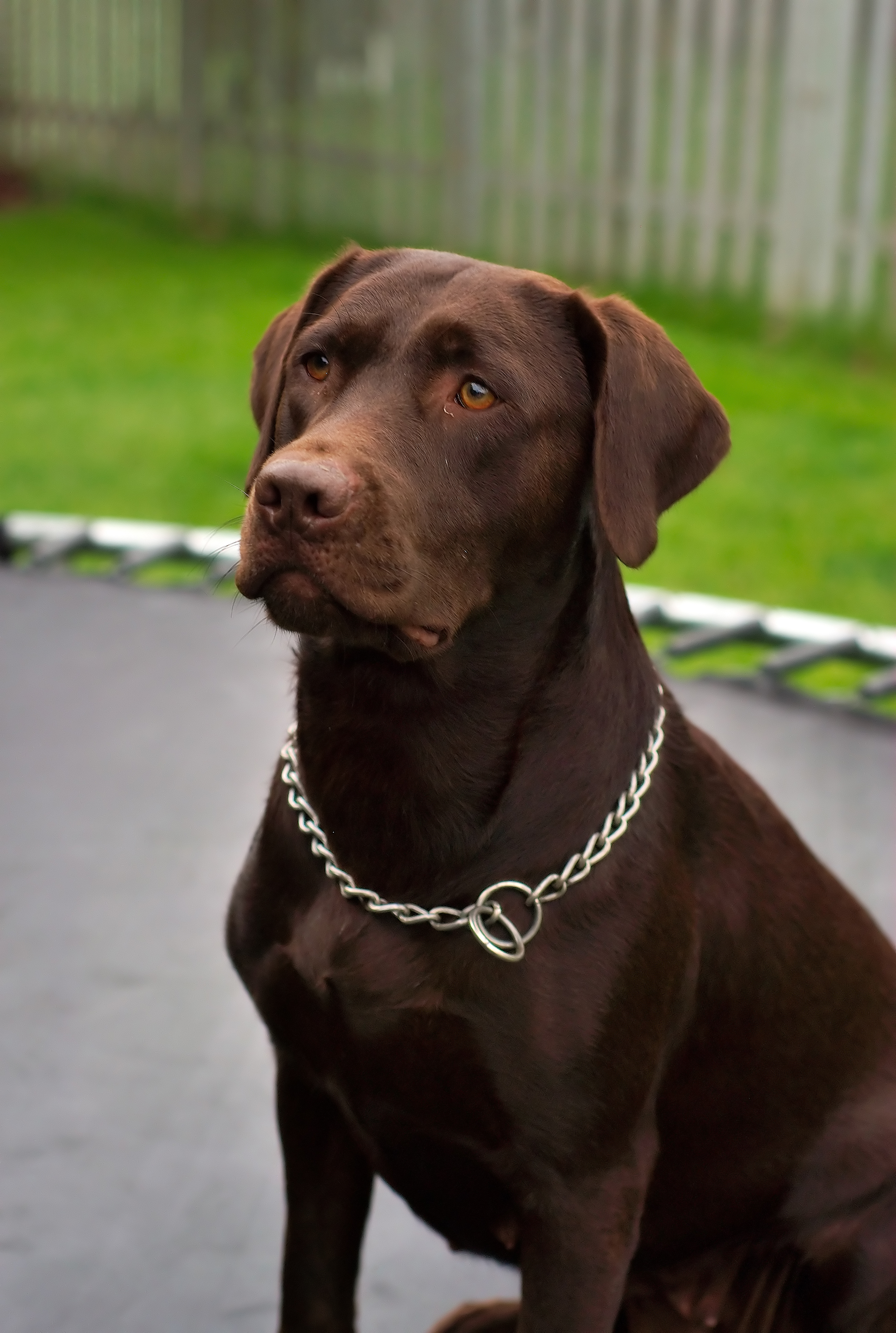
Un Labrador avec un collier étrangleur en chaînes.

Un collier étrangleur est un collier pour chien ayant la particularité de se resserrer autour du cou de l'animal lorsque celui-ci ou son maître tire sur sa laisse. En raison de ses conséquences négatives pour le bien-être des chiens, son utilisation est interdite dans certains pays ou régions du monde.

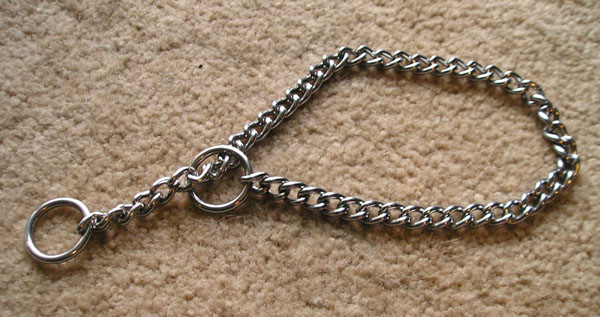
Un collier étrangleur en métal

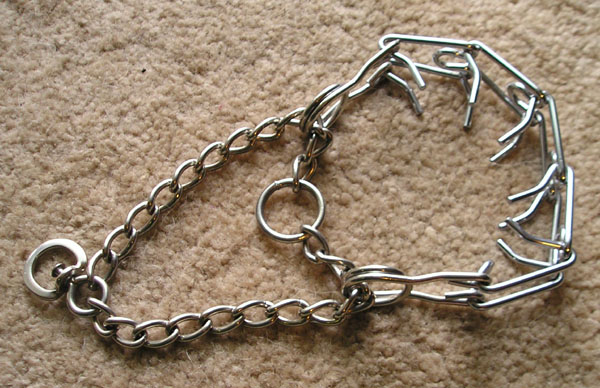
Un collier torquatus (prong collar en anglais), type de collier étrangleur avec des pics dirigés vers l'intérieur.

## Description
Un collier étrangleur est généralement composé de chaînes en métal, de corde ou des deux à la fois, disposées de manière que l'ensemble soit coulissant autour du cou du chien.
Lorsqu'une pression est exercée sur la laisse, le collier se resserre autour du cou de l'animal ; le collier se desserre dès que la tension de la laisse est relâchée. Le but n'est pas d'étrangler l'animal ; cependant la pression du collier étrangleur peut provoquer de la toux et une fermeture de la trachée. La boucle de serrage doit être située sous le cou du chien et non sur le côté, pour que le relâchement de la pression soit bien répercuté sur le collier.

## Utilisation
Le collier étrangleur est utilisé par de nombreux éducateurs. Suivant la méthode du conditionnement opérant, l'usage du collier étrangleur relève d'une technique d'entraînement par aversion et du renforcement négatif, par exemple en exerçant une pression sur le collier pour forcer le chien à s'assoir, jusqu'à ce qu'il obtempère, moment où la pression est relâchée,. On parle de renforcement négatif car la sensation désagréable est retirée au moment où l'animal fait l'action attendue. Le collier étrangleur agit également comme punition positive. C'est-à-dire qu'une sensation désagréable est ajoutée si l'animal ne fait pas l'action attendue.

## Bien-être animal et éthique

### Relation humain-chien
Selon la sociologue Jessica Greenebaum, le collier étrangleur est un moyen de s'assurer de l'obéissance du chien en le brisant par dominance. Selon le Centre National de Référence pour le Bien-Être Animal, en France, "L’utilisation d’outils coercitifs est associée à une perception de la relation humain-chien basée sur une relation de dominance."

### Conséquences sur la santé du chien
L’utilisation d’outils coercitifs de manière trop intense ou trop fréquente peut avoir des conséquences sur la santé mentale et physique du chien.
L'utilisation de colliers comme les colliers étrangleurs qui exercent une importante au niveau du cou du chien peuvent créer des blessures au niveau de la trachée et de l'exophtalmie.
Selon Lorella Notari, vétérinaire spécialiste en comportement et membre du collège européen du bien-être animal et de médecine du comportement, les pressions exercées par les colliers étrangleurs peuvent provoquer des inflammations de la peau et des muscles et des blessures à la moelle épinière ou à la glande thyroïde.
En 2013, le cas d'un Berger allemand est rapporté dans un journal vétérinaire. L'animal, âgé d'un an, développe des symptômes neurologiques après avoir été maintenu en l'air par son collier étrangleur, provoquant une ischémie cérébrale. Finalement euthanasié, il ne serait pas le seul cas où l'emploi du collier étrangleur a des répercussions négatives sur la santé de l'animal,.

### Mauvaises utilisations
La plupart des colliers étrangleurs sont mal utilisés par les maîtres, et leur usage est déconseillé si celui-ci est en colère ou frustré. Si le chien est très motivé, la punition infligée sera insuffisante pour le faire changer de comportement et l'utilisateur peut être amené à augmenter l'intensité de la punition, générant plus de douleur, de peur et de stress pour l'animal.

### Interdiction
Son utilisation est interdite aux Pays-Bas depuis 2018 au motif qu'il s'agit d'un acte de cruauté. Il est également interdit en Wallonie en 2022 et dans un état australien. Des dérogations existent pour certains chiens de travail. En 2023 en France, une proposition de loi vise à interdire l'usage des colliers coercitifs, incluant dans ceux-ci le collier étrangleur. La fondation Brigitte Bardot dénonce l'utilisation violente de colliers coercitifs au sein de clubs affiliés à la Société Centrale Canine.
Depuis l'arrêté du 19 juin 2025 fixant les règles sanitaires et de protection animale, La France interdit dans l'article 14 "tout dispositif piquant, électrique ou étrangleur sans boucle d'arrêt à l'exception de la perche de capture" y compris dans le cadre professionnel ou les nouvelles formations. De plus, la règle s'étend aux chats et NAC.